# Steganomus fulvipennis
Steganomus fulvipennis là một loài Hymenoptera trong họ Halictidae. Loài này được Cameron mô tả khoa học năm 1898.